# Cueva de Conde

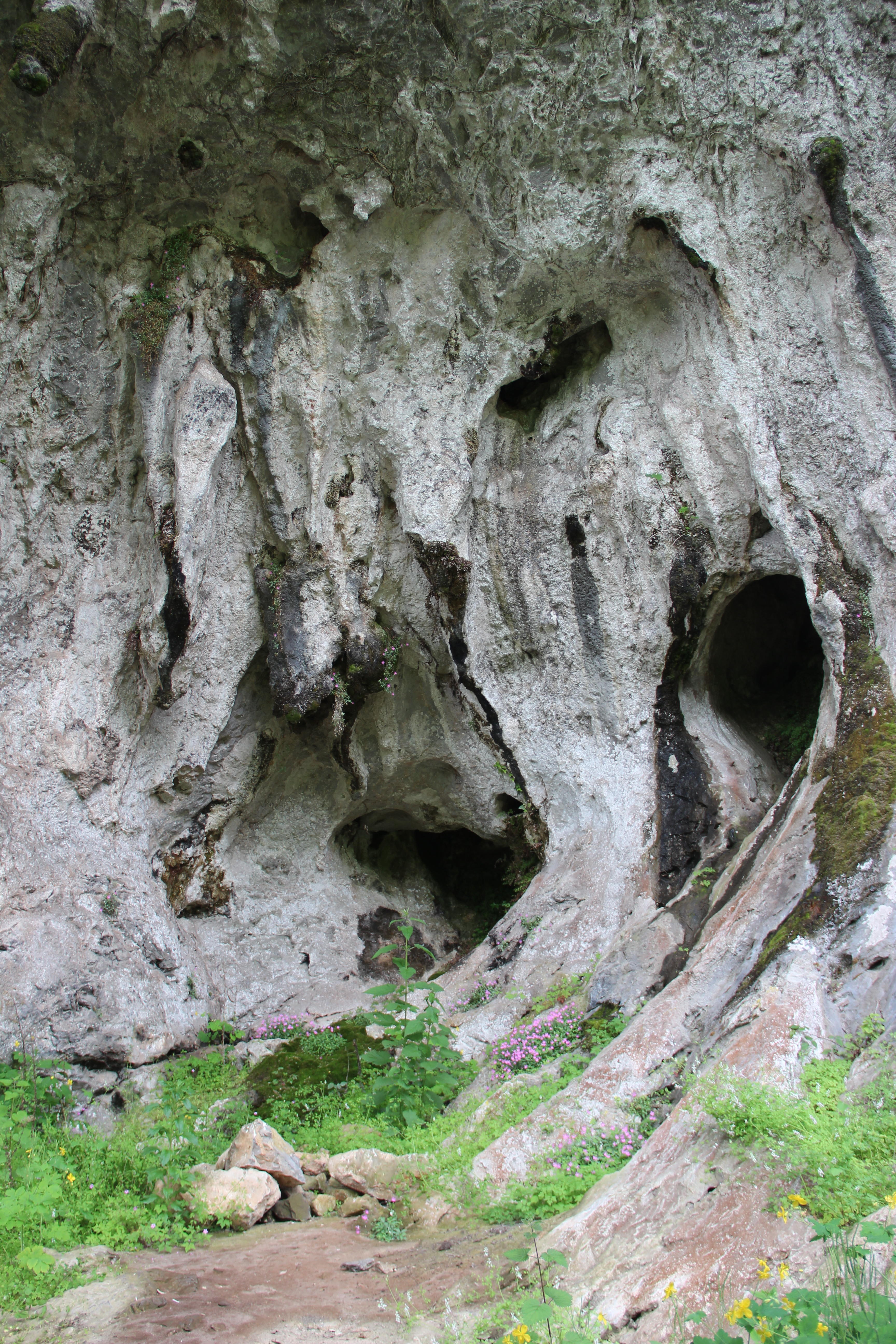
Cueva de Conde

La Cueva de Conde o cueva del Forno Abrigo de cerca de 300 metros cuadrados, situado en el concejo asturiano de Santo Adriano. Tiene una orientación noroeste, a cerca de 40 m del río Trubia, que desemboca en el río Nalón.
La cueva recibe el nombre de Conde pues fue el conde de la Vega del Sella el primero en realizar excavaciones arqueológicas en el yacimiento en 1915. En la gruta, vivieron neandertales usando útiles evolucionados que suelen ser atribuidos a Homo sapiens. El estudio de la cueva ha constituido un misterio, pues posee una estratigrafía extraña, que no ha permitido a los científicos emitir tesis concluyentes. Juan Luis Arsuaga ha planteado que en la cueva convivieron neandertales y cromañones, postreras especies humanas europeas que se esforzaron por adaptarse al glaciar clima de entonces. 
La cueva está formada por dos galerías una orientada al norte (galería A), otra meridional (galería B) y una pequeña sala o cámara (galería C).
En la cueva se han encontrado diferentes restos óseos así como grabados no figurativos.
Las principales excavaciones en la cueva han sido:
- conde de la Vega del Sella en 1915.
- Obermaier en 1925.
- Freeman en 1962 y 1977.
- Arsuaga en 2003.